# Sumaré Atlético Clube
Sumaré Atlético Clube é um clube brasileiro de futebol da cidade de Sumaré, interior do estado de São Paulo.  Foi fundado em 9 de dezembro de 2005. O uniforme da equipe é inspirado na Seleção Colombiana de Futebol, e as cores do seu escudo são o azul, amarelo e branco. Os principais rivais da equipe são o Paulínia Futebol Clube, da cidade vizinha de Paulínia, e o Social Esportiva Vitória, da também vizinha Hortolândia.

## História
De 1977 a 1982, o Esporte Clube Sumaré representou a cidade nos campeonatos profissionais organizados pela Federação Paulista de Futebol. Porém, sua breve existência deixou um vazio na cidade, habituada a contar com times competitivos, principalmente nas categorias amadoras.
Em 2001, ocorreu uma parceria entre a prefeitura da cidade e a Ponte Preta. O clube campineiro buscava um local para montar seu time B. Nascia o Ponte Preta Sumaré. O escudo da equipe era similar ao do time campineiro, com a adição das cores da cidade: azul, vermelho e amarelo. Com esta nomenclatura, o time conquistou o vice-campeonato da Série B3 (uma subdivisão da Segunda Divisão, sem equivalência atual).
A parceria terminou em 2002 e Sumaré ficou mais um ano sem representante até que o Guarani Sumareense, tradicional time amador da cidade, profissionalizou-se e disputou a Segunda Divisão em 2004 e 2005.
O clube, no entanto, não conseguiu resultados significativos, o que levou Gilberto Pitareli, empresário da região de São José do Rio Preto, a fundar uma nova equipe naquele ano. Nascia o Sumaré Atlético Clube.
O clube parou as atividades em 2013. Em 2023 o clube se articulou para disputar a Segunda Divisão, porém, não foi adiante.

## Estatísticas

### Participações
| Competição      | Temporadas | Melhor campanha     | Anos      | A | R |
| Segunda Divisão | 9          | 14º colocado (2012) | 2006-2014 | – |   |

## Ver Também
- Ponte Preta Sumaré